# Științifico-fantastic

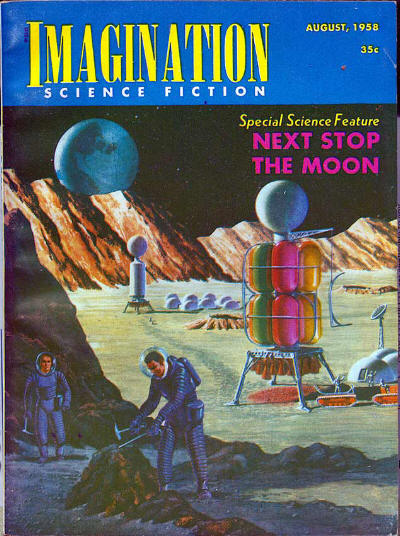
Explorarea spațiului, prevestită în revista americană Imagination (1958)

Științifico-fantasticul (numit și știință-ficțiune, SF sau science-fiction, pronunțat [sa-iăns fic-șăn] sau [sa-ins fic-șăn], din engleză science fiction – (/ˈsaɪ.əns ˈfɪk.ʃən/) este un gen artistic prezent cu precădere în literatură și cinematografie, a cărui temă principală este impactul științei și tehnologiei asupra societății și persoanelor.
Genul literar științifico-fantastic mai este cunoscut și sub denumirea de „literatură de anticipație” sau „literatură științifico-fantastică.”
În general se folosesc două abrevieri pentru „științifico-fantastic”: SF/S.F. și sci-fi. SF sau S.F. sunt abrevierile cele mai folosite de către scriitorii acestui gen și de către fani. Pe de altă parte termenul englez sci-fi (pronunțat /ˈsaɪ ˈfaɪ/) (propus de Forrest J. Ackerman în 1954) a crescut foarte mult în popularitate și este astăzi mult mai folosit în presa scrisă, cu toate că unii scriitori de științifico-fantastic nu sunt de acord cu folosirea lui.

## Istoria științifico-fantasticului
Fiind în mod indisolubil legat de conceptul de știință, premisele pentru nașterea genului științifico-fantastic apar începând cu secolul al XVI-lea odată cu revoluția științifică, în special după descoperirile lui Galileo și Newton în astronomie, fizică și matematică și odată cu Iluminismul. Asimov stabilește ca premisă esențială revoluția industrială, crezând că științifico-fantasticul are nevoie de o dezvoltare larg răspândită și conștientă a relației dintre știință și tehnologie. Din aceste motive, pentru a identifica data nașterii științifico-fantasticului modern, s-a stabilit prin convenție aprilie 1926 când apare prima revistă americană de literatură științifico-fantastică, Amazing Stories editată de Hugo Gernsback, dată care marchează momentul în care științifico-fantasticul începe să devină un fenomen popular. Cu toate acestea genului îi pot fi atribuite numeroase opere anterioare, de la romanul gotic Frankenstein  de M. Shelley la romanele științifice ale lui J. Verne și H.G. Wells sau chiar lucrări mult mai vechi, cum ar fi satira Istoria adevărată ("Alethes historia", Ἀληθεῖς Ἱστορίαι) a lui Lucian din Samosata. Unii savanți sau scriitori (cum ar fi scriitorul american Lester del Rey) au susținut că Epopeea lui Ghilgameș (mileniul al III-lea î.Hr.) ar fi primul text științifico-fantastic, în timp ce alții identifică primele elemente ale științifico-fantasticului în literatura arabă din Evul Mediu Târziu.

## Teme
Este posibilă aplicarea imaginației creative în diferite secțiuni ale acestei idei. De exemplu:
- Efectul științei imaginate;
- Efectul imaginat al științei actuale;
- Efectul științei și al tehnologiei asupra unor societăți imaginate;
- Efectul tehnologiei imaginate asupra unui individ; etc.

Prin urmare, povestea poate descrie o societate extrem de neobișnuită (spre exemplu o civilizație extraterestră sau o societate dintr-o dimensiune paralelă a spațiu-timpului) și reacția lor la o descoperire care (pentru cititor) este binecunoscută, spre exemplu Căderea nopții de Isaac Asimov. O societate neobișnuită este și cazul unei societăți aflate în trecutul foarte îndepărtat, ca în cazul seriei de filme Războiul stelelor, sau în viitorul îndepărtat, ca in cazul seriei Fundației lui Isaac Asimov.
Sau, din contră, societatea poate fi obișnuită și umană, dar individul e o persoană neobișnuită (un mutant - telepat, telekinet sau posedând altfel de puteri sau caracteristici considerate nenaturale/supranaturale), care răspunde neobișnuit la evenimente firești. Chiar indivizii și societatea pot fi obișnuiți, dar supuși unor circumstanțe bizare (cum ar fi invenția teleportării).
O idee comună este că literatura științifico-fantastică este în general o încercare de a prezice viitorul. Unii critici merg chiar atât de departe încât să judece succesul unei scrieri științifico-fantastice pe baza preciziei ca predicție. Cu toate că majoritatea scrierilor acestui gen se referă la viitor, în general autorii nu încearcă să facă predicții, ci mai degrabă folosesc viitorul ca un spațiu deschis pentru temele lor. Bineînțeles că există excepții, mai ales în literatura științifico-fantastică timpurie.
Cititorii și pasionații de științifico-fantastic, împreună cu o parte a autorilor genului, alcătuiesc împreună fandomul, o subcultură ai cărei membri sunt legați de pasiunea comună pentru SF; o subcultură în sensul că aderă la literatura SF, care se opune adesea literaturii tradiționale, considerate a fi literatură de consum. Există reviste ale fanilor SF sau ale unor cenacluri literare de profil, care se numesc fanzine (din en. americană fan[atic + maga]zin[e]) și reviste pe Internet, denumite webzine.

## Premii literare acordate literaturii SF
Premiile literare cele mai prestigioase sunt cele americane. Cele mai importante sunt premiile Hugo, ce se acordă anual la fiecare congres Worldcon, organizat de voluntari; cel de-al doilea set de premii se acordă de către criticii de specialitate și se numesc premiile Nebula. Alte premii: Locus, Saturn, Campbell, Philip K. Dick, Clarke, Seiun,  SRSFF Ion Hobana și BSFA.

## Teme predilecte (listă incompletă)
- Astrobiologie
- Astrosociobiologie
- Biologie sintetică
- Biopunk
- Biorobotică
- Catastrofă confortabilă
- Călătorii extraterestre
- Călătorie în timp (în ficțiune)
- Comunitaritate
- Ciberspațiu
- Cyberpunk
- Cyborg
- Distopie
- Edisonade
- Ficțiune clericală
- Ficțiune cu schimbare de forme
- Ficțiune socială
- Groază științifică
- Guvernul mondial în științifico-fantastic
- Hiperspațiu
- Inteligență extraterestră
- Invazie extraterestră
- Istorie alternativă
- Multivers
- Nanopunk
- Nemurire
- Neurospațiu
- New Wave
- Opere Spațiale
- Pământul gol
- Pământul muribund
- Planuri de existență
- Postcyberpunk
- Postumanism
- Povești științifice
- Retro-futurism
- Revoltă cibernetică
- Roboți
- Romantism planetar
- Romantism științific
- Sitcom științifico-fantastic
- SpyFi
- Steampunk
- Știință fantastică
- Științifico-fantastic apocaliptic și postapocaliptic
- Științifico-fantastic erotic
- Științifico-fantastic gotic
- Științifico-fantastic militar
- Științifico-fantastic moale
- Științifico-fantastic tare
- Științifico-fantastic umoristic
- Terraformare
- Transumanism
- Univers paralel
- Utopie
- Viață extraterestră
- Wetware computer
- Western științifico-fantastic
- Xenoficțiune

## Fanii
O caracteristică unică a genului științifico-fantastic este comunitatea de fani foarte puternică, din care chiar mulți autori reprezintă o parte importantă. Mulți dintre cei interesați de acest gen doresc să interacționeze cu alții care au aceleași interese; în timp s-a dezvoltat o întreagă cultură a fanilor științifico-fantasticului. Grupuri locale de fani există în toată lumea; adesea aceste grupuri își publică propriile lucrări SF. De asemenea ei organizează și congrese de SF, dintre care primul și cel mai mare este Worldcon; în Europa se organizează anual Eurocon. Și în România are loc un astfel de congres, numit Romcon.